# Magami (Tchadoua)
Magami ist ein Dorf in der Landgemeinde Tchadoua in Niger.

## Geographie
Das von einem traditionellen Ortsvorsteher (chef traditionnel) geleitete Dorf befindet sich rund 16 Kilometer südöstlich des Hauptorts Tchadoua der gleichnamigen Landgemeinde, die zum Departement Aguié in der Region Maradi gehört. Weitere Siedlungen in der Umgebung von Magami sind Tchizon Kourégué im Nordwesten, Débi im Nordosten, Tapkin Guiwa im Süden, Guidan Basso und Gawaro Madatey im Südwesten sowie Goulbaoua im Westen.
Magami ist Teil der Übergangszone zwischen Sahel und Sudan. Die durchschnittliche jährliche Niederschlagsmenge beträgt hier zwischen 400 und 500 mm.

## Geschichte
Das Dorf Magami wurde um das Jahr 1880 gegründet. Infolge der Dürre von 1984 kam es zum Verkauf zahlreicher Felder durch die ansässigen Bauern.

## Bevölkerung
Bei der Volkszählung 2012 hatte Magami 1982 Einwohner, die in 262 Haushalten lebten. Bei der Volkszählung 2001 betrug die Einwohnerzahl 1492 in 190 Haushalten und bei der Volkszählung 1988 belief sich die Einwohnerzahl auf 1054 in 161 Haushalten.
Die Bevölkerungsdichte in diesem Gebiet ist für nigrische Verhältnisse hoch. In ethnischer Hinsicht leben Hausa, Fulbe und Tuareg im Dorf.

## Wirtschaft und Infrastruktur
In Magami wird ein Wochenmarkt abgehalten. Er besteht seit dem Jahr 1949 und ist insbesondere für den grenzüberschreitenden Handel mit Nigeria von Bedeutung. Das Dorf verfügt über mehrere Mühlen und Zementbrunnen. Das Gebiet der Ebenen im südlichen Teil der Region Maradi, in dem Magami liegt, ist von einer anhaltenden Degradation der ackerbaulichen Flächen gekennzeichnet, die mit der hohen Bevölkerungsdichte in Zusammenhang steht.
Im Dorf ist ein Gesundheitszentrum des Typs Centre de Santé Intégré (CSI) vorhanden, das 1979 geschaffen wurde. Es gibt eine Schule, die ebenfalls auf das Jahr 1979 zurückgeht. Zusätzlich besteht seit 1996 ein Alphabetisierungszentrum.
Durch Magami führt die 69,7 Kilometer lange Landstraße RR4-001 zwischen den Gemeindehauptorten Tchadoua und Gazaoua. Die Landstraße wurde 1984 befestigt.